# KamAZ-65115
Der KamAZ-65115 (russisch КамАЗ-65115) ist ein russischer Lastkraftwagen aus der Produktion des KAMAZ-Werks in Nabereschnyje Tschelny. Das Fahrzeug wird seit 1995 in Serie gebaut und ist der dritte Standard-Kipper des Herstellers. Vom Vorgänger KamAZ-55111 unterscheidet sich das Modell hauptsächlich durch eine gesteigerte Nutzlast und andere Motoren.

## Fahrzeugbeschreibung

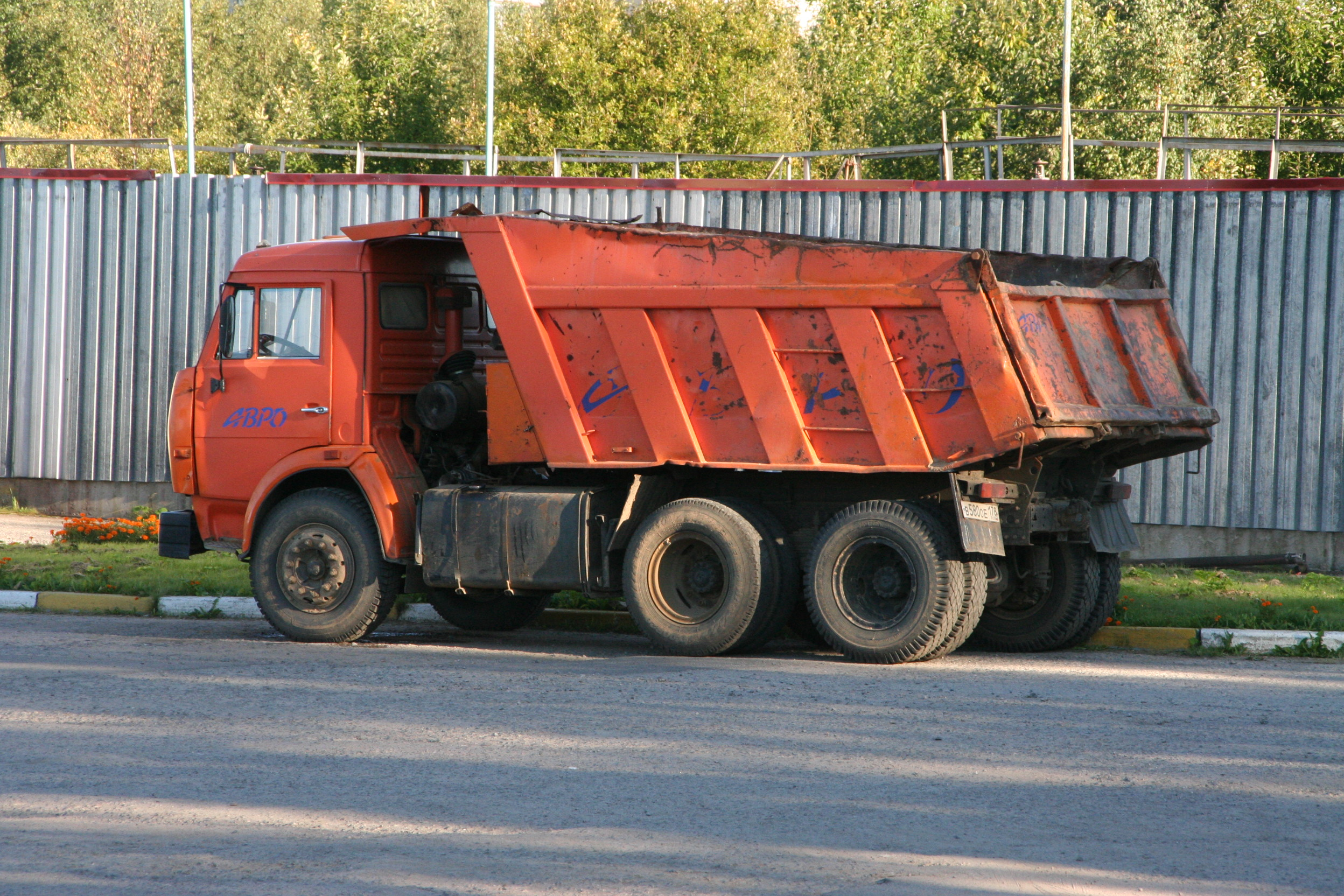
KamAZ-65115 in Nordwestrussland, Heckansicht (2013)

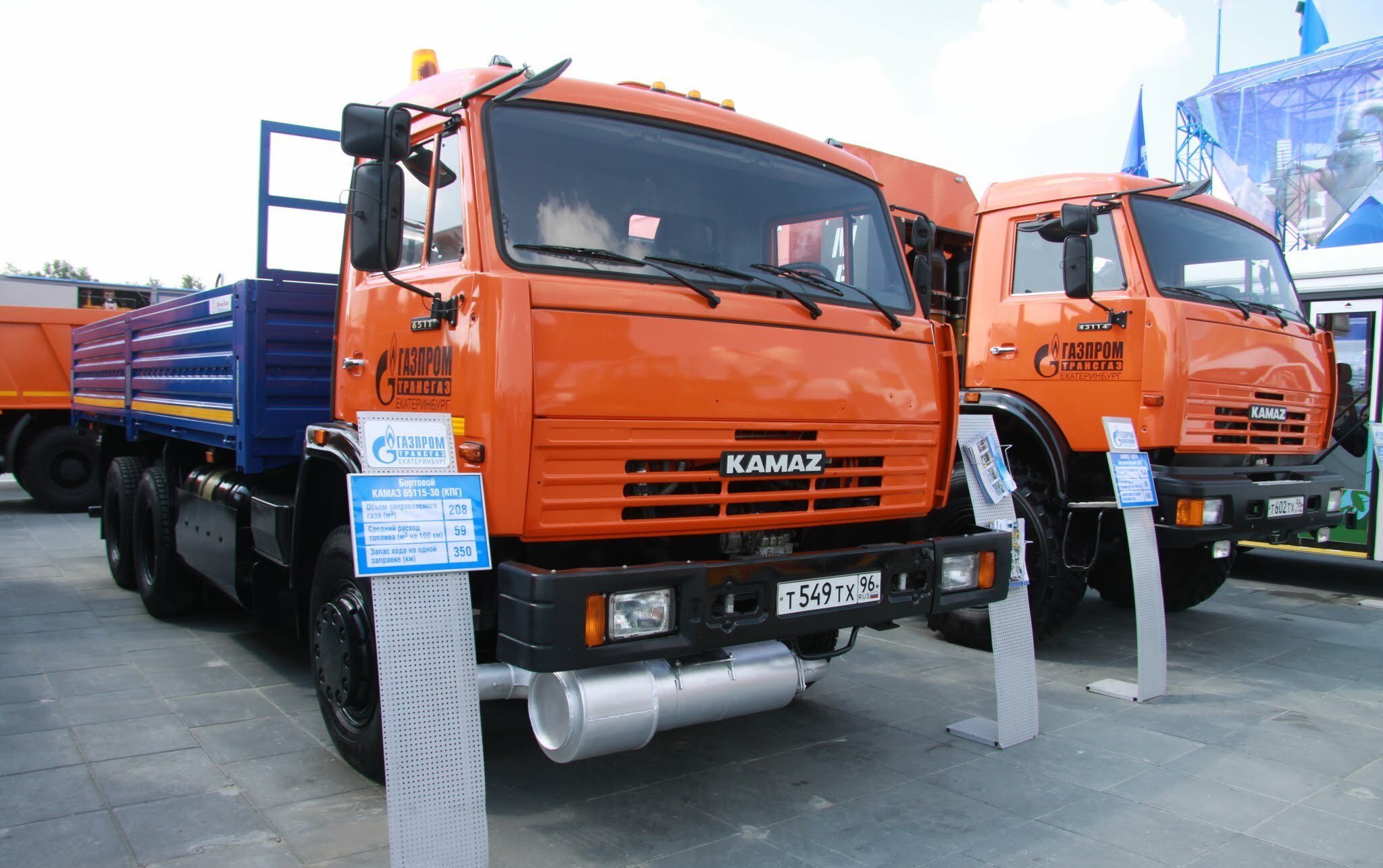
KamAZ-65115, abweichend von der Standardausführung als Pritschenwagen. Dahinter ein KamAZ-43114 (2012)

Die Fertigung des KamAZ-65115 begann 1995, als die dritte Generation von KamAZ-Lastwagen eingeführt wurde. Als Nachfolger des KamAZ-55111 hatte er vor allem eine höhere Nutzlast von nun 15 statt zuvor 13 Tonnen. Der Motor vom Typ KamAZ-740 wurde mit einer Leistung von 240 PS (176 kW) vom Vorgänger übernommen. 1996 wurde eine vierachsige Version vorgestellt, die seitdem als KamAZ-6540 gebaut wird.
Mit Stand Mitte 2016 wird der Lastwagen noch immer vom Hersteller angeboten. Die zu diesem Zeitpunkt unter dem Namen KAMAZ 65115-A4 verkauften Fahrzeuge besitzen ein überarbeitetes Führerhaus, das sich auch im Aussehen deutlich von den vorherigen Standardfahrerhäusern unterscheidet. Außerdem werden Motoren und Getriebe von westlichen Zulieferern wie Cummins Engine oder ZF Friedrichshafen verbaut. Die Leistung des Kippers stieg so auf 298 PS (219 KW) an.
Vereinzelt sind an dem Fahrzeug auch andere Aufbauten als Kippmulden bekannt, zum Beispiel einfache Stahlpritschen. Seit 2004 wird mit dem KamAZ-6520 ein Nachfolger gebaut, der eine nochmals gesteigerte Nutzlast von 20 Tonnen aufweist. 2005 begann die Serienproduktion des KamAZ-65117, ein technisch verwandtes Fahrzeug mit Pritschenaufbau. Außerdem existiert die Version KamAZ-65116 als Sattelzugmaschine.

## Technische Daten
Die hier aufgeführten Daten gelten für Fahrzeuge vom Typ KamAZ-65115, wie sie der Hersteller Mitte 2016 anbietet. Über die Bauzeit hinweg und aufgrund verschiedener Modifikationen an den Fahrzeugen können einzelne Werte leicht schwanken.
- Motor: Viertakt-R6-Dieselmotor
- Motortyp: Cummins ISB6.7e4 300
- Leistung: 298 PS (219 kW)
- maximales Drehmoment: 1097 Nm
- Hubraum: 6,7 l
- Verdichtung: 17,3:1
- Abgasnorm: EURO 4
- Tankinhalt: 350 l
- Getriebe: manuelles Neungang-Schaltgetriebe von ZF Friedrichshafen
- Getriebetyp: ZF 9F1310
- Höchstgeschwindigkeit: 100 km/h
- maximal befahrbare Steigung: 25 %
- Antriebsformel: 6×4
- Bordspannung: 24 V
- Lichtmaschine: 28 V, 2000 W
- Batterie: 2 × 190 Ah, 12 V, in Reihe verschaltet

Abmessungen und Gewichte
- Länge: 6980 mm
- Breite: 2550 mm
- Höhe: 2865 mm
- Radstand: 3150 + 1320 mm
- Wendekreis: 20 m
- Inhalt der Kippmulde: 10 m³
- maximaler Kippwinkel: 60°
- Leergewicht: 10.125 kg
- Zuladung: 15.000 kg
- zulässiges Gesamtgewicht: 25.200 kg
- zulässige Anhängelast: 13.000 kg
- zulässiges Gesamtgewicht Zug: 38.200 kg
- Achslast vorne: 6200 kg
- Achslast hinten (Doppelachse): 19.000 kg